# نینا گربشکووا
نینا گربشکووا (روسی: Нина Павловна Гребешкова؛ زادهٔ ۲۹ نوامبر ۱۹۳۰) هنرپیشه اهل اتحاد جماهیر شوروی سوسیالیستی است.
از فیلم‌ها یا برنامه‌های تلویزیونی که وی در آن نقش داشته‌است می‌توان به آدم‌ربایی، به سبک قفقازی، دست الماس و خدمه پرواز اشاره کرد.